# Plum pox
Plum pox (скраћено PPV) је вирус који напада коштуничаво воће и изазива болест шарку. Та болест напада првенствено шљиву, тако да би се буквално назив овог вируса могао превести као „шљивин осип (богиње)“, али га називају и вирус шарке или само шарка. PPV припада IV групи вируса и чини га линеарна једноланчана РНК. Постоји шест сојева: PPV-D, PPV-M, PPV-EA, PPV-C, PPV-Rec (рекомбинантни) и PPV-W. PPV-M сој је агресивнији код брескве, лисне ваши га ефикасније преносе и брзо се шири у воћњаку. Постоје назнаке да се семеном преноси PPV-M, али за остале сојеве се зна да се не преносе семеном. M и D сојеви нападају брескву, шљиву и марелицу. PPV-C инфицира слатку и опору трешњу која расте у природи и за тај сој је једино познато да то ради јер су и друге врсте рода „Prunus“ заражене да би се то експериментално доказало.